# Heliura suffusa
Heliura suffusa là một loài bướm đêm thuộc phân họ Arctiinae, họ Erebidae.